# 74 Batalion Radioliniowo-Kablowy
74 batalion radioliniowo-kablowy Wojsk Obrony Wewnętrznej (74 brlk WOWew) – pododdział łączności Wojsk Obrony Wewnętrznej.
Batalion został sformowany w Białymstoku na podstawie zarządzenia szefa Sztabu Generalnego Wojska Polskiego Nr 03/Org. z dnia 2 stycznia 1968 roku.
W dniu 1 stycznia 1975 roku na ewidencji batalionu pozostawało 336 żołnierzy, czyli 91% stanu etatowego.
Na podstawie zarządzenia szefa Sztabu Generalnego Wojska Polskiego Nr 044/Org. z dnia 14 lipca 1976 roku batalion został rozformowany. Kadra zawodowa i sprzęt jednostki został wykorzystany w procesie organizacji 2 Pułku Łączności WOWew w Białymstoku.